# Georgiens flag
Georgiens flag består af fem kors, et stort rødt på hvid baggrund og fire mindre Sankt Georgskors i rødt på de fire hvide felter. Valget af korstype henspiller på landets navn. Femkorsflaget blev officielt 14. januar 2004 under Rosenrevolutionen, efter en pause på ca 500 år. Det var tidligere flaget til kongedømmet Georgien i middelalderen.
Fra 1990, hvor Georgien erklærede uafhængighed fra Sovjetunionen, til 2004, var Georgiens flag mørkt rødt med to horisontale striber på en kanton, sort ovenpå hvidt. Det flag blev oprindelig brugt som nationens nationale flag i landets korte periode som uafhængig stat efter første verdenskrig.
- Wikimedia Commons har flere filer relateret til Georgiens flag

| Flag | Spire Denne artikel om flag eller vexillologi er en spire som bør udbygges. Du er velkommen til at hjælpe Wikipedia ved at udvide den. |